# 7月革命記念柱
7月革命記念柱（しちがつかくめいきねんちゅう、フランス語: Colonne de Juillet、文字通りには7月の柱）は、シャルル10世による復古王政を倒し、オルレアン公ルイ・フィリップによる7月王政をもたらした1830年のフランス7月革命（栄光の三日間）を記念するために、1835年から1840年にかけてパリのバスティーユ広場に建てられた記念碑。
パリ・メトロのバスティーユ駅が最寄り駅である。

## 設計

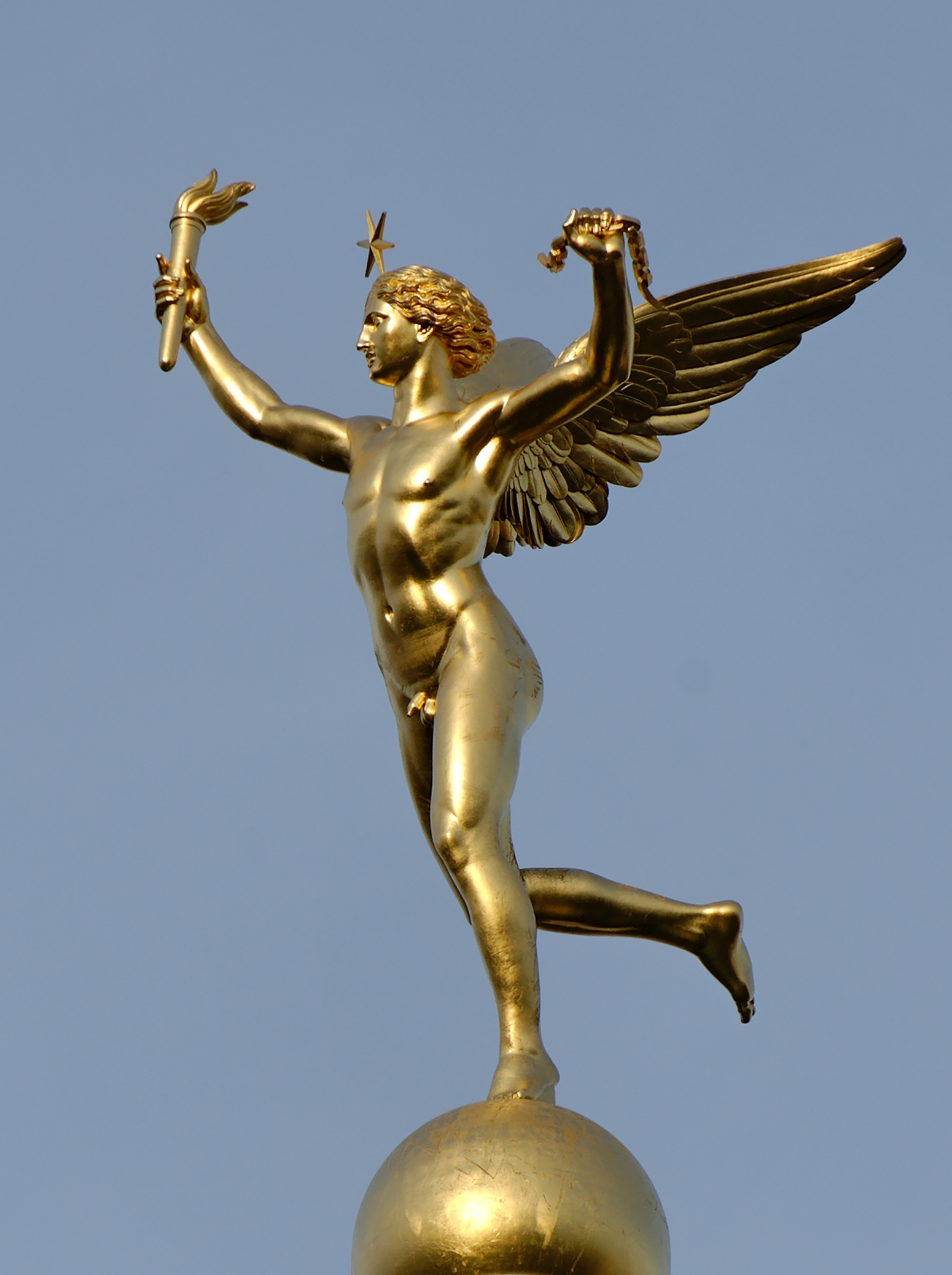
自由の精

運河をまたいで建てられた全構造物の高さを合計すると50.52メートルになる。
サン・マルタン運河に渡されたオジーヴ式の穹窿はもともとバスチーユの象に付属する泉のためのものだったが、ここに1830年7月の革命の犠牲者504名の遺体がルーヴル宮殿の王女の庭園から移された。また1848年革命の犠牲者約200人の遺体も安置されている。ナポレオンのエジプト遠征でもたらされたミイラはルーヴル美術館の地下で損傷を受け、国立図書館の庭に1830年革命の犠牲者と一緒に埋葬されていたため、誤って改葬されてしまった。今でも第14-17列にはエジプトのミイラが何体か記念柱に埋葬されたままになっている。
第1の基壇は赤い大理石製で円形である。第2の基壇は白い大理石製の円形のもので3メートルの高さがあり、コーニスには24頭のライオンの頭が置かれ、その開いた口から雨水が流れる。第3の基壇は白い大理石製の方形のもので、7月革命十字章、メドゥーサの頭、1830年憲章、ユースティティアの天秤などを表した24の円形の彫刻がある。
柱の台座は青銅製でガリアの雄鶏が四隅に置かれ、またアントワーヌ＝ルイ・バリー作のライオンの彫刻が施されている。
柱体は青銅製で23メートルの高さがあり、21個の円筒を組み合わせて造られている。4つの環によって柱体は3つに分割されており、これは栄光の三日間を象徴する。柱体には7月革命の犠牲者504名の名前が刻まれている。環には16頭のライオンの頭が置かれて、柱の内部に光がさすようになっている。
柱頭の頂板の四方それぞれの中央にはコルベイユを飾る小さな精霊の上にライオンの頭が備えつけられている。
頂板の欄干は球体を支える小頂塔の周囲をめぐり、さらにその上に自由の精の像が置かれている。
自由の精 (fr:Le Génie de La Liberté) は「鉄の鎖を破壊して飛び去り、光を照らす自由」を表している。裸体で、左足は球体の上に置かれ、右足は上げられ、翼を広げ、額の上に星がある。左手にはちぎれた鎖を持ち、右手には文明のたいまつを持っている。この青銅の鋳像はオーギュスト・デュモンによって製造された。
柱の下部に置かれた銘板には以下のように記されている。
記念すべき1830年7月27・28・29日に、公共の自由のために武器を取って戦ったフランス市民の栄誉のために。

## 歴史
7月革命記念柱に先だち、バスティーユ広場には泉とバスティーユの象と呼ばれる青銅の象のモニュメントがあった。泉の基部が現在の記念柱の基壇になっている。
1831年7月6日の勅令によって、栄光の三日間の犠牲者を讃える慰霊施設の建設が指示された。1831年7月27日、ルイ・フィリップは記念柱の最初の石を置いた。
記念柱はローマのトラヤヌスの記念柱を模倣したもので、建築家ジャン＝アントワーヌ・アラヴォワーヌ (Jean-Antoine Alavoine) によって設計された。実際の建設は1835年になってようやくはじまり、この年に青銅の柱が鋳造された。1839年に建築家ジョゼフ＝ルイ・デュック (Joseph-Louis Duc) によって装飾が施され、1840年に革命10周年を記念して柱が完成した。
記念柱はコリント式で、台座には銘文、椰子、不死の冠、オークの枝、パリ市章、ガリアの雄鶏とライオン、7月を表す占星術の記号の装飾が施されている。柱体は3つの部分から構成され、革命の犠牲者の名が金字で刻まれている。柱頭にはデュモンによって製造された「自由の精」の像が置かれており、この有翼の像は片手にたいまつを、もう片方の手にちぎれた鎖を持っている。柱を登るための240段の階段がある。記念柱全体を造るために17万9500キログラムの青銅が使用された。地上から柱頭の像の持つたいまつまでの高さは50.33メートルある。
1840年7月28日の除幕に向け、フランス政府は1830年革命の犠牲者の遺体の改葬を大々的に祝おうとした。内務相シャルル・ド・レミュザはエクトル・ベルリオーズに『葬送と勝利の大交響曲』の作曲を依頼した。ベルリオーズは国民衛兵の制服を身につけて後ろむきに行進しながら、200人から構成される巨大な軍楽隊を自ら指揮した。ジャン＝ピエール・モンタニー (Jean-Pierre Montagny) による記念メダルとフランソワ・オーギュスタン・コノワ (fr:François Augustin Caunois) による別の記念メダルが製造された。

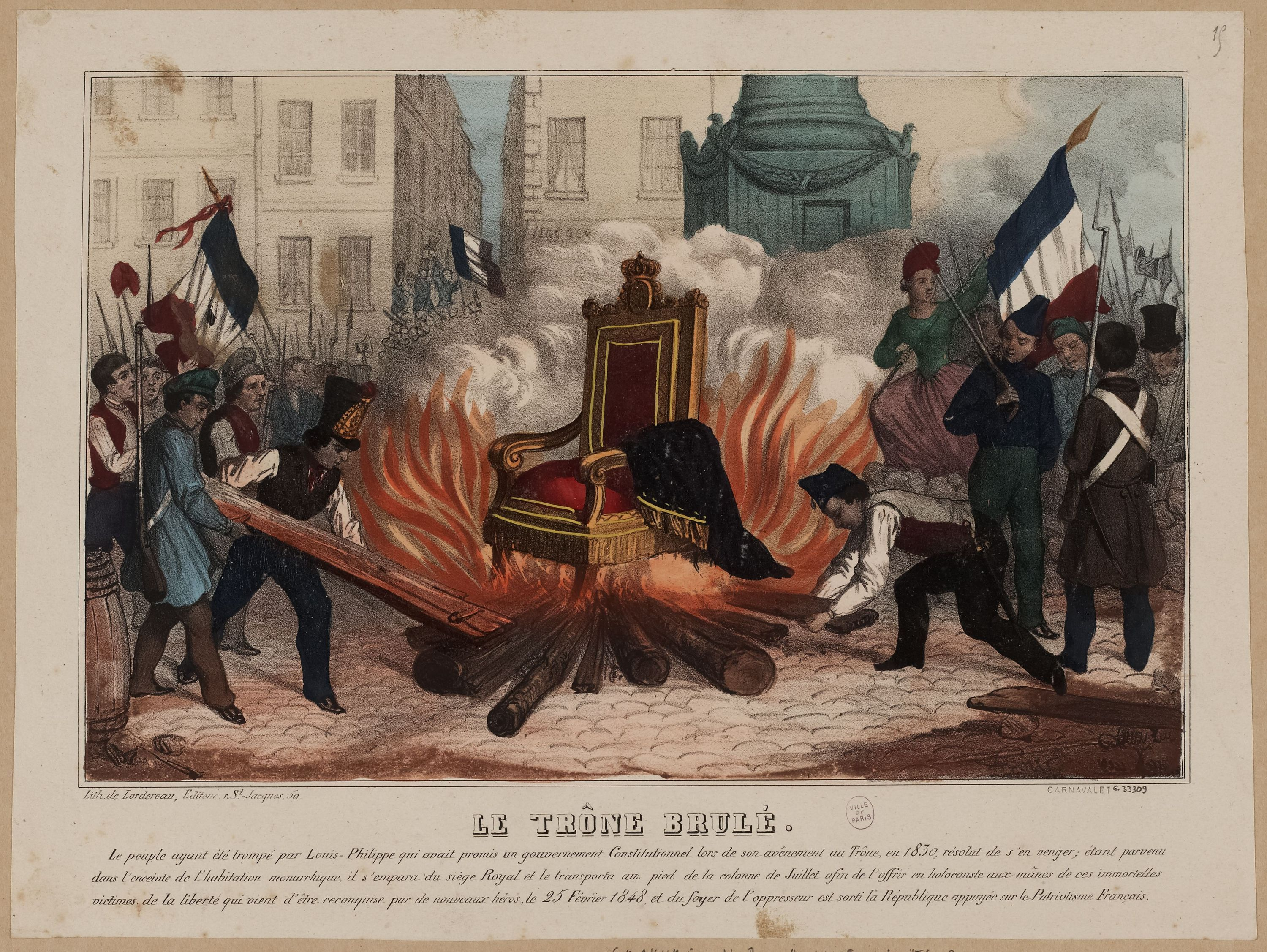
王座の焼却

1848年2月25日の革命でルイ・フィリップが退位した後、パリ市民は王座をテュイルリー宮殿からバスティーユに持ち出し、記念柱の下で焼却した。またルイ・フィリップ打倒のための暴動の犠牲者196人が追加された。
普仏戦争中、1870年9月から1871年1月末までパリはプロイセン軍に包囲されたが、バスティーユ広場と記念柱はパリの共和派の主要な本拠地であり続けた。国民防衛政府がオットー・フォン・ビスマルクと休戦条約を締結した1871年2月24日から26日にかけて、1848年革命と1848年2月24日のフランス第二共和政宣言の記念祭には何千人もの国民衛兵が集まった。共和主義者にとって記念柱の地位が非常に高かったことは、1871年2月26日に流血事件が起きた主要な原因になった。当時の記念祭の警備にあたっていたBernardin Vincenzini巡査長が挑発者と見なされて暴力的なリンチの対象になり、溺死させられた。
3月18日の反乱および3月28日のパリ・コミューン成立後も広場と記念柱は「人民のパリの心臓」であり続けた。バスティーユはパリのうちでもっともコミューン支持の地区に位置しており、「血の一週間」においてティエールの政府軍は頑強な抵抗に遭遇した。当時反乱側が記念柱を破壊しようとしたという記述もなされているが、史実かどうかは議論が分かれる（同時期にヴァンドーム広場の記念柱は倒されている）。
記念柱がはじめて保護指定されたのは1926年だが、1995年9月29日の告示によって記念柱は歴史的モニュメントに指定された。指定対象は記念柱そのものに加えて地下の埋葬場、基壇、周囲の柵、および付属する展示館を含む。

## エピソード

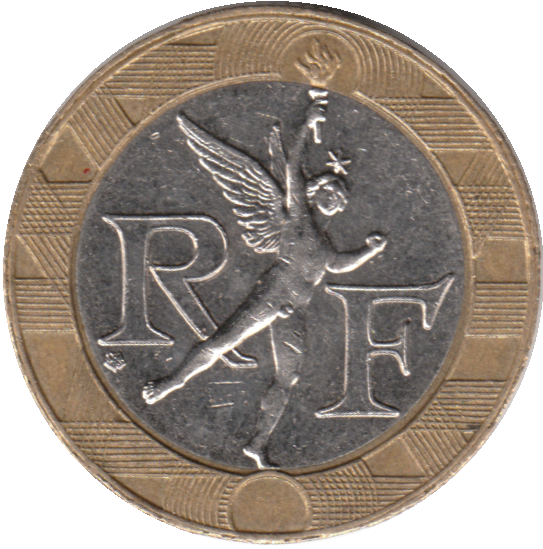
10フラン硬貨

- 自由の精の原型は、7月革命記念柱がデュモンに依頼される以前の1833年にすでに造られていた。実物の半分の大きさの石膏模型がスミュール＝アン＝ノーソワの美術館に展示されている[14]。ルーヴル美術館には自由の精のレプリカが展示されているが、デュモン没後の1885年に石膏型を元に鉄の鋳型を作って製造されたものである[5]。
- 「独立の天使」のニックネームで知られるメキシコの独立記念碑は、1910年にメキシコ独立革命の英雄を記念するためにメキシコシティに建てられたものだが、7月革命記念碑のほぼ完全なコピーであり、バスティーユの精のかわりに独立の天使が置かれている。
- 最後に発行された10フラン硬貨には自由の精が描かれていた（1988-2001年に発行）[15]。
- 記念柱の上から最初に飛び降り自殺者が出たのは、公開翌年の1841年のことである[16]。1887年4月21日にもL. Broch（21歳）が飛び降りて死亡している[17]。

## メディアにおける記念柱
- ヴィクトル・ユーゴーの『レ・ミゼラブル』第4巻第6章でガヴローシュはバスティーユの象の下に住んでおり、7月革命記念柱の感想を述べている[18]。
- ジャン・ディウォ (fr:Jean Diwo) の小説『バスティーユの精』（1991年、『フォーブールの婦人達』第3巻）の中で記念柱が建てられた頃のフォーブール・サンタントワーヌの話が記されている。
- 1973年の映画『終生年金』 (Le Viager) では、1949年にルイ・マルティネとガリポー家がバルコニーから記念柱の一番上まで登っている。現在では一般の客が登ることは禁止されている。
- セドリック・クラピッシュ監督の映画『猫が行方不明』の悪夢のシーンでは女性主人公が記念柱の一番上にいる。
- 映画『イグジット・スルー・ザ・ギフトショップ』のシェパード・フェアリー (Shepard Fairey) によるパリのコラージュのシーンでは記念柱がこっそりと出現することによって、芸術家の位置を知ることができる。
- クリストフ・オノレ監督の2007年の映画『愛のうた、パリ』ではアレックス・ボーパン (Alex Beaupain) による『ラ・バスティーユ』という曲が流れるが、この曲はパリの雨の中の自由の精を描写している。